# 12. říjen
12. říjen je 285. den roku podle gregoriánského kalendáře (286. v přestupném roce). Do konce roku zbývá 80 dní.

## Události

### Česko
- 1576 – Rudolf II., král český a uherský, nastoupil na trůn po smrti svého otce Maxmilliana II.
- 1926 – V ČSR byla jmenována tzv. vláda panské koalice v čele s Antonínem Švehlou. Své zastoupení v ní měly i německé strany, zatímco sociální demokraté zůstali mimo.
- 1945 – Loutkové Divadlo Spejbla a Hurvínka, založeno v Plzni v roce 1930 Josefem Skupou, se trvale přesídlilo z Plzně do Prahy.
- 1947 – V Brně je založena vysoká umělecká škola Janáčkova akademie múzických umění s hudební a divadelní fakultou.
- 1968 – Byla podepsána předběžná domluva předsedů vlád Oldřicha Černíka a Alexeje Kosygina o pobytu sovětských vojsk. Smlouvu pak urychleně schválilo Národní shromáždění 18. října, což byl první krok k tomu, aby byla okupace Československa legalizována.
- 1973 – Předsednictvo federální vlády ČSSR schválilo opatření, kterým se po 25 letech existence zrušily vázané vklady a úředně vedené pořadníky pro maloobchodní prodej osobních automobilů; zároveň byly o cca 10 % sníženy jejich maloobchodní ceny.
- 1989 – Rudolf Zeman a Jiří Ruml byli zatčeni a obviněni z trestného činu pobuřování, že po okupaci a zákazu obnovení Lidových novin vydali první číslo samizdatových Lidových novin v lednu 1989.
- 1990 – Státní banka československá provedla devalvaci koruny tím, že stanovila kurs koruny vůči  americkému dolaru v poměru 1:24. Toto opatření bývá pokládáno za začátek ekonomické reformy v Československu.

### Svět
- 1160 – Maurice de Sully, z jehož popudu se začala stavět katedrála Notre Dame,byl zvolen pařížským biskupem.
- 1285 – 180 Židů v Mnichově odmítlo katolický křest a tak byli všichni veřejně upáleni.
- 1492 – Tři španělské karavely pod velením janovského mořeplavce Kryštofa Kolumba přistály na ostrově, který Kolumbus nazval San Salvador (Spasitel, dnes Bahamy). Námořníci netušili, že nestojí na pobřeží Indie, kam měli původně namířeno, ale že právě objevili dosud neznámý světadíl Ameriku.
- 1711 – Ve Frankfurtu byl zvolen Karel VI. císařem Svaté říše římské.
- 1768 – Ruská carevna Kateřina II. se nechala variolizovat (nakazit lehkou formou pravých neštovic kvůli získání imunity). K provedení byl povolán anglický specialista Edward Jenner.
- 1810 – V Mnichově se konal první Oktoberfest při příležitosti svatby krále Ludvíka I. Bavorského a Terezy Sasko-Hildburghausenské.
- 1928 – V dětské nemocnici v Bostonu byly poprvé použity umělé železné plíce.
- 1931 – V Riu de Janeiru byla slavnostně odhalena socha Krista Spasitele.
- 1935 – Nacistické Německo zakázalo jazz v rádiu.
- 1964 – Sovětský svaz vypustil Voschod 1, první kosmickou loď s vícečlennou posádkou, zároveň se jedná o první let bez skafandrů. Bylo to poprvé, kdy byli 3 lidi ve vesmíru.
- 1968 – Rovníková Guinea získala nezávislost na Španělsku.
- 1968 – V Ciudad de México byly zahájeny XIX. Letní olympijské hry.
- 1969 – Sovětský svaz vypustil kosmickou loď Sojuz 7 a poprvé bylo ve vesmíru 5 lidí.
- 1977 – Před Nejvyšším soudem USA ve Washingtonu se řešil případ obrácené diskriminace, kdy běloch Allan Bakke nemohl být přijat na lékařskou fakultu kalifornské university, protože není černoch.
- 1999 – V Pákistánu se převratem ujal moci generál Parvíz Mušaraf.
- 2002 – Na indonéském ostrově Bali odpálili teroristé bomby ve dvou nočních klubech, výbuchy si vyžádaly 200 mrtvých a přes 300 zraněných.
- 2022 – Po střelbě u bratislavské kavárny pro LGBT+ klientelu zemřeli dva lidé.

## Narození

### Česko

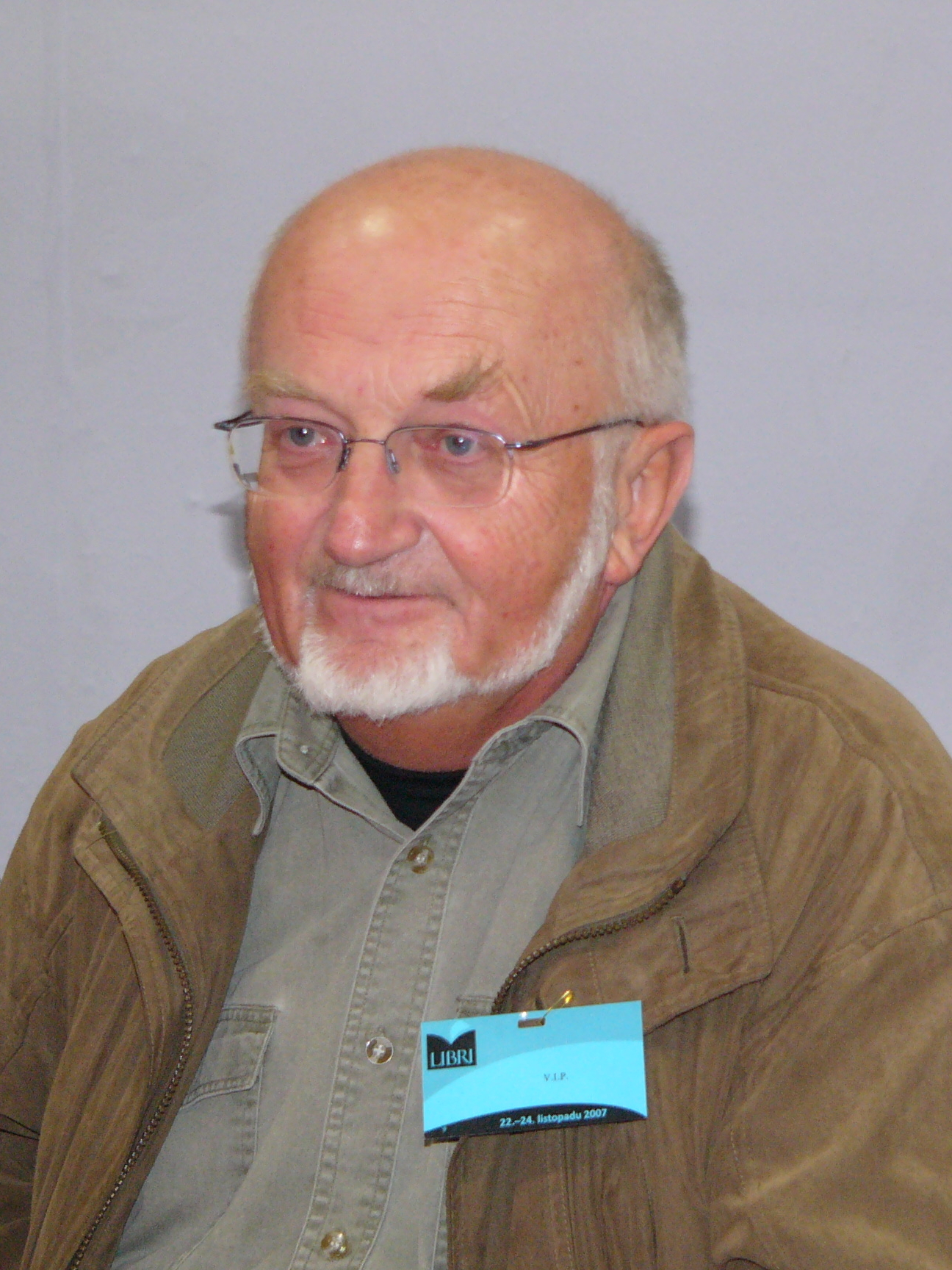
Vladimír Körner (* 1939)

- 1811 – Jan z Valeru, profesor lékařské fakulty UK v Praze († 17. října 1880)
- 1825 – Hermann Zwierzina, první starosta Moravské Ostravy († 19. června 1873)
- 1833 – Moses Popper, pražský německý lékař, hygienik a pedagog († 11. února 1885)
- 1839 – Karel M. Kmoch, kněz pečující o hluchoněmé († 17. dubna 1913)
- 1853 – Jan Jaroš, poslanec Českého zemského sněmu a Říšské rady († 28. listopadu 1903)
- 1864
  - Čeněk Zíbrt, etnolog, folklorista a kulturní historik († 14. února 1932)
  - Adolf Truksa, spisovatel a překladatel († 23. února 1944)
- 1865
  - Rudolf Hotowetz, československý politik († 16. srpna 1945)
  - Marie Hübnerová, česká divadelní herečka († 5. srpna 1931)
- 1875 – Jaroslav Kursa, heraldik, tvůrce československé státní vlajky († 12. června 1950)
- 1884 – Josef Křovák, český geodet († 3. září 1951)
- 1885 – Marie Blažková, herečka († 29. prosince 1975)
- 1896 – Karol Bacílek, první tajemník ÚV KSS, ministr československých vlád († 19. března 1974)
- 1897 – Josef Nepomucký, československý politik, ministr československých vlád († 8. dubna 1972)
- 1900
  - Jindřich Šebánek, český historik a archivář († 14. ledna 1977)
  - Jaroslav Šimsa, český publicista a filosof († 8. února 1945)
- 1903 – Václav Bouček, komunistický poslanec († ?)
- 1911 – Alois Lukášek, malíř († 14. dubna 1984)
- 1913 – Vladimír Kovářík, literární vědec († 7. června 1982)
- 1917 – Zdeněk Urbánek, spisovatel († 12. června 2008)
- 1921 – Jaroslav Drobný, československý tenista a lední hokejista († 13. září 2001)
- 1922 – Samuel Kodaj, generál a komunistický politik († 5. února 1992)
- 1926 – Eliška Misáková, sportovní gymnastka, zlato na OH 1948 († 14. srpna 1948)
- 1928 – Antonín Mokrý, předseda Nejvyššího soudu České republiky
- 1931 – Marcela Machotková, operní pěvkyně († 7. prosince 2021)
- 1937 – Jiří Všetečka, fotograf († 9. listopadu 2016)
- 1939 – Vladimír Körner, spisovatel
- 1943
  - Karel Černoch, zpěvák, muzikálový herec, hudební skladatel a moderátor († 27. prosince 2007)
  - Jiřina Veselská, etnografka, muzejní pracovnice
- 1948 – Jiří Hlaváč, klarinetista a saxofonista, hudební skladatel
- 1950 – Jiří Adam, reprezentant v moderním pětiboji a šermu
- 1963 – Karel Voříšek, moderátor
- 1976 – Biser Arichtev, režisér

### Svět

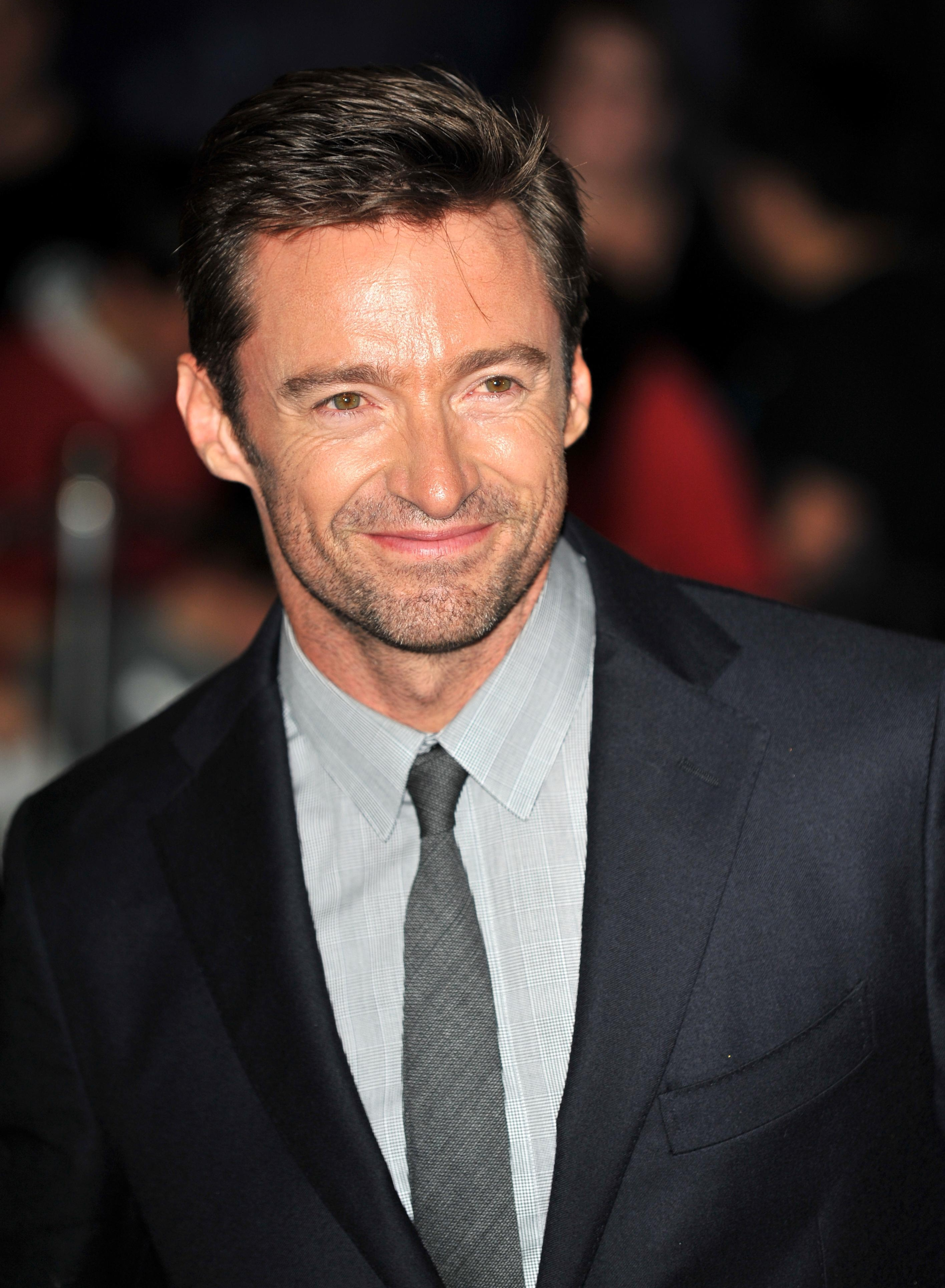
Hugh Jackman (* 1968)

- 1350 – Dmitrij Donský, veliký kníže moskevský († 19. května 1389)
- 1537
  - Eduard VI., anglický král († 6. července 1553)
  - Jana Greyová, vládnoucí královna Anglie a Irska devět dní v roce 1553 († 1554)
- 1558 – Maxmilián III. Habsburský, syn císaře Maxmiliána II. († 2. listopadu 1618)
- 1664 – Praskovja Fjodorovna Saltykovová, ruská carevna, manželka Ivana V. († 13. října 1723)
- 1687 – Sylvius Leopold Weiss, německý hudební skladatel a loutnista († 16. října 1750)
- 1771 – Michail Andrejevič Miloradovič, ruský generál srbského původu († 27. prosince 1825)
- 1792 – Nils Gustaf Nordenskjöld, finský mineralog († 21. února 1866)
- 1799 – Félix Édouard Guérin-Méneville, francouzský entomolog († 26. ledna 1874)
- 1798 – Petr I. Brazilský, brazilský císař († 24. září 1834)
- 1812 – Ascanio Sobrero italský chemik, objevitel nitroglycerinu (†26. května 1888)
- 1834 – Amálie Cádizská, cádizská princezna z Bourbonské dynastie († 27. srpna 1905)
- 1841 – Andrej Černiansky, slovenský redaktor a publicista († 1. února 1923)
- 1843 – Émile Louis Ragonot, francouzský entomolog († 13. října 1895)
- 1852 – Ödön Tömösváry, maďarský přírodovědec († 15. srpna 1884)
- 1855
  - Fridrich Ferdinand Šlesvicko-Holštýnský, dánský šlechtic a synovec krále Kristiána IX. († 21. ledna 1934)
  - Arthur Nikisch, maďarský dirigent († 23. ledna 1922)
- 1858 – Isaac Newton Lewis, americký vojenský konstruktér († 9. listopadu 1931)
- 1859 – Diana Abgar, arménská spisovatelka a diplomatka († 8. července 1937)
- 1865 – Arthur Harden, anglický chemik, nositel Nobelovy ceny († 1940)
- 1866 – Ramsay MacDonald, první labouristický předseda britské vlády († 9. listopadu 1937)
- 1868 – August Horch, německý automobilový konstruktér, zakladatel firem Horch a Audi († 1951)
- 1872 – Ralph Vaughan Williams, anglický hudební skladatel († 26. srpna 1958)
- 1873 – Nadežda Petrović, srbská malířka přelomu 19. a 20. století († 3. dubna 1915)
- 1874 – Ferdiš Juriga, slovenský římskokatolický kněz, publicista a československý politik († 23. listopadu 1950)
- 1875 – Aleister Crowley, anglický okultista († 1947)
- 1876 – Kirill Vladimirovič Ruský, ruský velkokníže († 12. října 1938)
- 1878 – Karl Buresch, kancléř Rakouska († 16. září 1936)
- 1887 – Paula von Preradović, rakouská spisovatelka († 25. května 1951)
- 1889
  - Dietrich von Hildebrand, německý katolický filosof a teolog († 26. ledna 1977)
  - Christopher Dawson, anglický historik († 25. května 1970)
- 1891 – Terezie Benedikta od Kříže, německá katolická filosofka, řeholnice a světice († 9. srpna 1942)
- 1893 – Müveddet Kadınefendi, manželka osmanského sultána Mehmeda VI. († 20. prosince 1951)
- 1894 – Alžběta Rumunská, řecká královna († 14. listopadu 1956)
- 1896
  - Ernst Ruben Lagus, finský generál († 15. července 1959)
  - Eugenio Montale, italský básník, Nobelova cena 1975 († 12. září 1981)
- 1907 – Wolfgang Fortner, německý hudební skladatel a pedagog († 5. září 1987)
- 1917 – Roque Máspoli, uruguayský fotbalista († 22. února 2004)
- 1921 – Art Clokey, americký filmový animátor († 8. ledna 2010)
- 1926 – César Pelli, argentinský architekt
- 1928 – Djivan Gasparyan, arménský skladatel a hudebník hrající na duduk († 6. července 2021)
- 1930 – Jens Martin Knudsen, dánský astrofyzik († 17. února 2005)
- 1932
  - Edwin Jacob Garn, americký astronaut
  - Yuichiro Miura, japonský lyžař a horolezec
- 1933 – Titus Buberník, slovenský fotbalista († 27. března 2022)
- 1934
  - Jorma Koivulehto, finský lingvista († 23. srpna 2014)
  - Richard Meier, americký architekt
  - James Crawford, americký rhythm and bluesový pianista a zpěvák († 15. září 2012)
- 1935
  - Luciano Pavarotti, italský operní zpěvák († 6. září 2007)
  - Paul Humphrey, americký jazzový bubeník
- 1936 – Melvin Rhyne, americký varhaník a hudební skladatel († 5. března 2013)
- 1937 – Robert Mangold, americký malíř
- 1939 – Carolee Schneemann, americká umělkyně
- 1940 – Jozef Repko, slovenský spisovatel-prozaik a dramatik († 8. dubna 2014)
- 1942 – Daliah Laviová, izraelská herečka a zpěvačka
- 1944 – Ton Koopman, dirigent, varhaník a cembalista
- 1948 – Rick Parfitt, britský kytarista a zpěvák († 24. prosince 2016)
- 1949 – Iljič Ramirez Sánchez, zvaný Carlos – alias Šakal, venezuelský terorista
- 1950 – Čchen Šuej-pien, tchajwanský právník a politik
- 1955 – Ante Gotovina, chorvatský generál
- 1956 – Jozef Kundlák, slovenský operní zpěvák
- 1958 – Steve Austria, americký politik
- 1968 – Hugh Jackman, australský herec
- 1971 – Oleg Novickij, ruský pilot a kosmonaut
- 1974 – Lucas Arnold Ker, argentinský tenista
- 1975 – Marion Jones, americká atletka
- 1976 – Kajsa Bergqvistová, švédská skokanka do výšky
- 1977 – Bode Miller, americký lyžař
- 1980 – Adela Vinczeová, slovenská moderátorka
- 1981
  - Marcel Hossa, slovenský lední hokejista
  - Sun Tchien-tchien, čínská tenistka
- 1985
  - Michelle Carterová, americká koulařka
  - Greig Laidlaw, skotský ragbista
- 1986
  - Li Wen-liangčínský, čínský oftalmolog  († 7. února 2020)
  - Michael Woods, kanadský silniční cyklista
- 1987 – Damiano Caruso, italský silniční cyklista
- 1988 – Sam Whitelock, novozélandský ragbista
- 1992 – Josh Hutcherson, americký herec
- 1994 – Olivia Smoligaová, americká plavkyně
- 1997 – Nikola Milenković, srbský fotbalista

## Úmrtí

### Česko
- 1635 – Pavel Konopeus, augustiniánský řeholník, zakladatel tiskárny v České Lípě (* 2. října 1595)
- 1897 – Pavel J. Šulc, český spisovatel a překladatel (* 27. června 1828)
- 1908 – Antonín Horný, rektor olomoucké univerzity (* 29. dubna 1824)
- 1910 – Josef Herbig, poslanec Českého zemského sněmu (* 18. ledna 1837)
- 1918 – Vojtěch Frič český právník a politik (* 8. prosince 1844)
- 1919 – Josef Virgil Grohmann, český pedagog, spisovatel a politik německé národnosti (* 12. prosince 1831)
- 1928 – Marie Steyskalová, organizátorka ženského sociálního a emancipačního hnutí (* 24. ledna 1862)
- 1932 – August Naegle, československý politik německé národnosti (* 28. července 1869)
- 1938 – Karel Groš, starosta Prahy (* 21. února 1865)
- 1940 – František Novák, československý politik (* 6. února 1872)
- 1941 – Josef Stivín, československý spisovatel a politik (* 18. prosince 1879)
- 1948 – Vilém Bitnar, historik a spisovatel (* 11. dubna 1874)
- 1955 – Ladislav Prokop Procházka, lékař, politik, hudební skladatel a spisovatel (* 1. května 1872)
- 1956 – Ferdinand Stibor, biskup církve československé husitské (* 25. září 1869)
- 1958 – Antonín Engel, architekt a urbanista (* 4. května 1879)
- 1960 – Karel Oliva, lingvista a spisovatel (* 8. listopadu 1886)
- 1965 – Jan Čumpelík, český malíř (* 28. ledna 1895)
- 1976 – Jaroslav Mráz-Habrovský, český malíř (* 14. srpna 1891)
- 1977
  - František Fanta, československý legionář, generálmajor čs. armády (* 22. února 1891)
  - Jan Zrzavý, malíř a grafik (* 5. listopadu 1890)
- 1980 – Josef Brož, český malíř a grafik (* 13. srpna 1904)
- 1986 – Helena Teigová, překladatelka (* 12. března 1902)
- 1987 – Bóra Kříž, český jazzový hudebník, multiinstrumentalista (* 6. července 1926)
- 1997 – Jan Melka, československý fotbalový reprezentant (* 14. února 1914)
- 2000 – Věnceslav Patrovský, český chemik a záhadolog (* 28. května 1926)
- 2008
  - Radslav Kinský, český imunobiolog, zakladatel reprodukční imunologie (* 14. června 1928)
  - Vladimír Tesař, malíř, ilustrátor, grafik, typograf a scénograf (* 20. října 1924)
- 2009 – Michael Špaček (motocyklový závodník), motokrosový jezdec (* 2. března 1991)
- 2012 – Břetislav Pojar, scenárista a režisér (* 7. října 1923)
- 2014
  - Ludmila Freiová, česká spisovatelka (* 15. března 1926)
  - Dagmar Špryslová, členka baletu Národního divadla v Praze (* 27. července 1929)
  - Jan Schánilec, český herec (* 22. října 1941)
- 2018 – Ctirad John, imunolog a mikrobiolog (* 15. srpna 1920)

### Svět

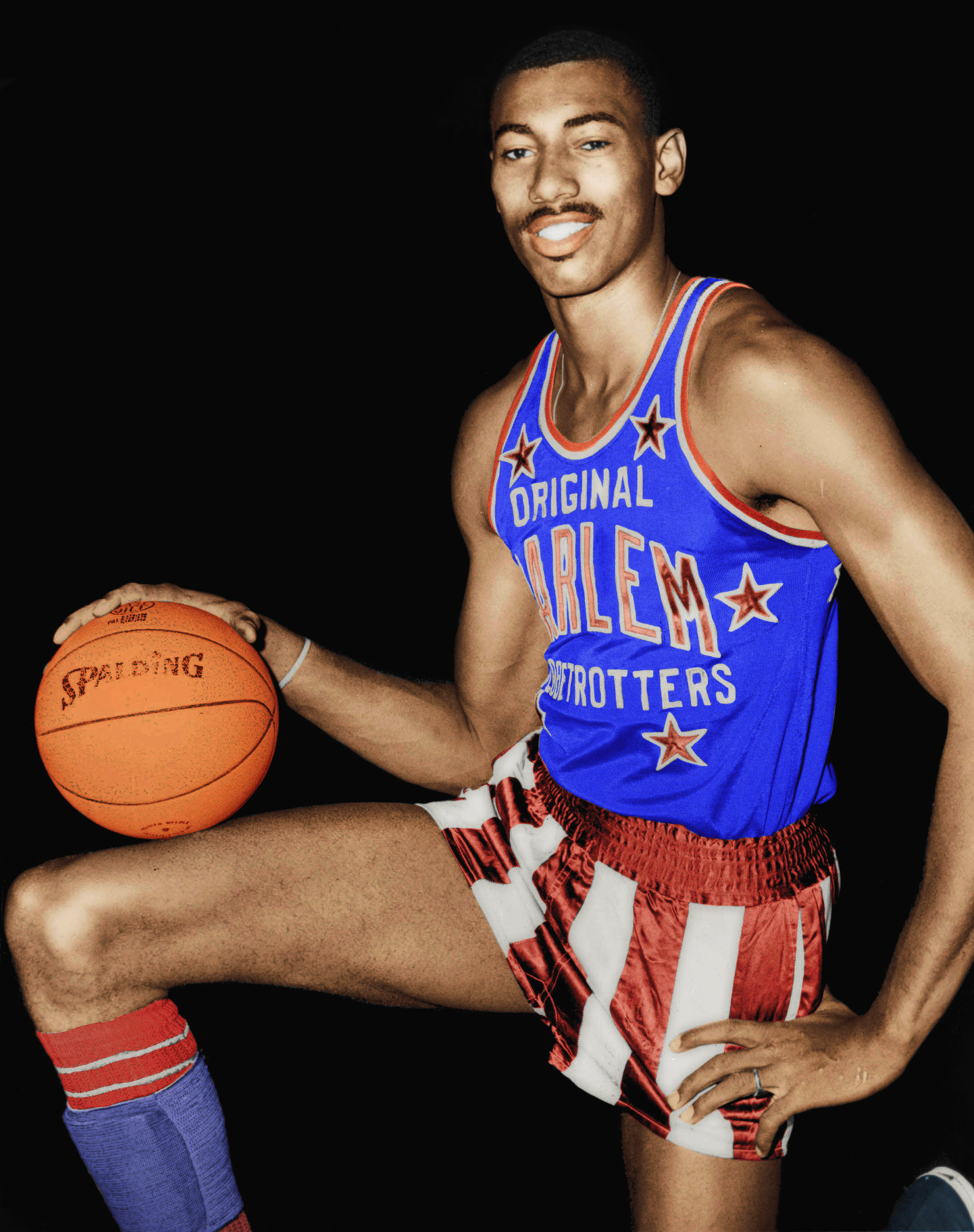
Wilt Chamberlain († 1999)

- 0638 – Honorius I., papež (* ?)
- 0642 – Jan IV., papež (* ?)
- 1251 – Jolanda Uherská, královna Aragonie, Mallorky a Valencie jako manželka Jakuba I. Aragonského (* 1215)
- 1296 – Bernard z Kamence, míšeňský biskup (* 1230)
- 1298 – Eleonora Anglická, hraběnka z Baru (* 18. června 1264/1269)
- 1320 – Michael IX. Palaiologos, byzantský vládce (* 17. dubna 1277)
- 1328 – Klemencie Uherská, francouzská a navarrská královna jako manželka Ludvíka X. (* 1293)
- 1365 – Beatrix Sicilská, sicilská princezna (* 1326)
- 1492 – Piero della Francesca, italský renesanční malíř, matematik a geometr (* 1416/1417)
- 1501 – Matteo Civitali, italský sochař, architekt a malíř († 1436)
- 1504 – Jánoš Korvín, nemanželský syn uherského a českého krále Matyáše Korvína (* 2. dubna 1473)
- 1576 – Maxmilián II., císař Svaté říše římské (* 31. července 1527)
- 1654 – Carel Fabritius, nizozemský malíř, Rembrandtův žák (* 1622)
- 1730 – Frederik IV. Dánský, král dánský a norský (* 1671)
- 1825 – Franz Josef Müller von Reichenstein, přírodovědec, objevitel telluru (* 1. června 1740)
- 1837 – Vilemína Pruská, nizozemská královna (* 18. listopadu 1774)
- 1855 – Cvi Hirš Chajes, haličský talmudista (* 20. listopadu 1805)
- 1856 – Jean-Marie Bachelot de La Pylaie, francouzský botanik, archeolog a cestovatel (* 25. května 1786)
- 1858 – Hirošige, japonský malíř a grafik (* 1797)
- 1859 – Robert Stephenson, britský konstruktér lokomotiv a stavitel železnic (* 16. října 1803)
- 1864 – Roger B. Taney, americký právník a politik, předseda Nejvyššího soudu (* 17. března 1777)
- 1870 – Robert Edward Lee, americký generál (* 19. ledna 1807)
- 1871 – Friedrich Kriehuber, rakouský malíř (* 7. června 1834)
- 1875 – Jean-Baptiste Carpeaux, francouzský sochař a malíř (* 14. května 1827)
- 1882 – Bernhard Grueber, německý architekt, první profesor architektury na AVU v Praze a historik umění (* 27. března 1807)
- 1903 – Ernst Giese, německý architekt (* 16. dubna 1832)
- 1910 – William Hunt Painter, britský botanik (* 16. července 1835)
- 1915
  - Ludvík Salvátor Toskánský, rakouský arcivévoda, cestovatel, etnograf, geograf a spisovatel (* 4. srpna 1847)
  - Byla popravena britská zdravotnice Edith Cavellová (* 4. prosince 1865)
- 1922 – Victor von Röll, předlitavský státní úředník a politik (* 23. května 1853)
- 1924 – Anatole France, francouzský spisovatel, nositel Nobelovy ceny (* 16. dubna 1844)
- 1926 – Edwin Abbott Abbott, anglický pedagog, teolog a spisovatel (* 20. prosince 1838)
- 1927 – Benjamin Daydon Jackson, anglický botanik (* 3. dubna 1846)
- 1938
  - Kirill Vladimirovič Ruský, ruský velkokníže (* 12. října 1876)
  - Mihrengiz Kadınefendi, manželka osmanského sultána Mehmeda V. (* 15. října 1869)
- 1940
  - Ruth Harriet Louise, americká profesionální fotografka (* 13. ledna 1903)
  - Tom Mix, americký filmový herec (* 6. ledna 1880)
- 1943 – Max Wertheimer, německý psycholog (* 15. dubna 1880)
- 1944 – James Simon, německý skladatel (* 29. září 1880)
- 1946
  - Joseph Stilwell, velitelem americké armády za první i druhé světové války (* 19. března 1883)
  - Giuseppe Adami, italský libretista a dramatik (* 4. listopadu 1878)
- 1953 – Hjalmar Hammarskjöld, premiér Švédska (* 4. února 1862)
- 1961 – Jack Livesey, britský herec (* 11. června 1901)
- 1965 – Paul Hermann Müller, švýcarský chemik, nositel Nobelovy ceny (* 12. ledna 1899)
- 1969
  - Julius Saaristo, finský dvojnásobný olympijský medailista v hodu oštěpem (* 21. července 1891)
  - Sonja Henie, norská krasobruslařka a filmová herečka (* 8. dubna 1912)
- 1971 – Gene Vincent, americký zpěvák (* 11. února 1935)
- 1973 – Peter Aufschnaiter, rakouský horolezec, geograf a kartograf (* 2. listopadu 1899)
- 1974 – Pink Anderson, americký bluesový zpěvák a kytarista (* 12. února 1900)
- 1978 – Ivan Těrenťjevič Peresypkin, sovětský vojevůdce (* 18. června 1904)
- 1986 – Mikuláš Huba, slovenský herec (* 1919)
- 1990 – Peter Wessel Zapffe, norský spisovatel, filozof a horolezec (* 18. prosince 1899)
- 1991 – Arkadij Strugackij, ruský spisovatel (* 28. srpna 1925)
- 1996 – René Lacoste, francouzský tenista, sportovní funkcionář a obchodník (* 2. července 1904)
- 1997 – John Denver, americký country/folkový zpěvák, skladatel a hudebník (* 1943)
- 1999 – Wilt Chamberlain, americký profesionální basketbalista, jeden z nejlepších basketbalistů všech dob (* 1936)
- 2002 – Ray Conniff, americký kapelník a muzikant (* 6. listopadu 1916)
- 2007 – So Vin, politik barmské junty (* 10. května 1948)
- 2009
  - Bruno Beger, německý nacistický antropolog (* 27. dubna 1911)
  - Dickie Peterson, americký baskytarista a zpěvák (* 12. září 1946)
- 2010 – Belva Plain, americká spisovatelka (* 9. října 1915)
- 2011
  - Dennis Ritchie, americký programátor (programovací jazyk C, operační systém UNIX) (* 9. září 1941)
  - Joel DiGregorio, americký countryový klávesista (* 8. ledna 1944)
- 2012 – Geraldine Mucha, skladatelka (* 5. července 1917)
- 2015 – Duncan Druce, britský houslista, hudební skladatel a muzikolog (* 23. května 1939)
- 2020 – Conchata Ferrell, americká herečka (* 28. března 1943)
- 2024 – Alex Salmond, skotský politik (* 31. prosince 1954)

## Svátky

### Česko
- Marcel
- Mariola
- Serafín

Katolický kalendář
- Svatý Radim

### Svět
- Začíná světový týden kostí a kloubů
- USA slaví od roku 1792 Columbus Day, výročí objevení Ameriky.
- Španělsko slaví státní svátek Objevení Ameriky.
- USA: Columbus Day
- Rovníková Guinea: Den nezávislosti
- Mexiko: Dia de la Raza
- Světový den artritidy
- Súdán: Výročí republiky
- Havaj: Den objevení (je-li pondělí)
- Portoriko: Den přátelství (je-li pondělí)
- Brazílie: Den dětí

| 12. říjen v pražském KlementinuÚdaje jsou platné k 29. 4. 2025. | 12. říjen v pražském KlementinuÚdaje jsou platné k 29. 4. 2025. | 12. říjen v pražském KlementinuÚdaje jsou platné k 29. 4. 2025. |
| minimum                                                         | denní průměr                                                    | maximum                                                         |
| --------------------------------------------------------------- | --------------------------------------------------------------- | --------------------------------------------------------------- |
| −1,7 °C (1936)                                                  | 11,2 °C (od 1961)                                               | 23,7 °C (1843)                                                  |